# Эшера
Эше́ра (абх. Ешыра, груз. ეშერა) (ранее Эше́ры) — село в Абхазии, в Сухумском районе частично признанной Республики Абхазия, согласно административному делению Грузии — в Сухумском муниципалитете Абхазской Автономной Республики к северу от Сухума на побережье Чёрного моря между реками Шицкуара и Гумиста.

## Население
По данным 1959 года в селе Эшера жило 1257 человек, в основном армяне (в Эшерском сельсовете в целом — 3883 человек, в основном армяне (в собственно селе Эшера и средне-западном приморском селе Гуандра), а также русские (в восточном приморском селе Кутышха) и абхазы (в крайне-западном приморском селе Шицквара).
В 1989 году в селе Эшера проживало 2130 человек, также в основном армяне; в Эшерском сельсовете в целом (включая 1750 жителей с. Гуандра (армяне), 1628 жителей с. Кутышха (русские и армяне), и 1169 жителей с. Шицквара (в основном абхазы, а также армяне) в 1989 году) — 6677 человек.
По данным переписи 2011 года численность населения сельского поселения (сельской администрации) Эшера составила 2141 человек, из них 40,9 % — абхазы (876 человек), 40,8 % — армяне (873 человека), 10,9 % — русские (233 человека), 1,9 % — грузины (41 человек), 1,2 % — украинцы (26 человек), 0,6 % — греки (13 человек), 3,7 % — другие национальности (79 человек).
| Численность населения | Численность населения | Численность населения |
| 1886                  | 1926                  | 2011                  |
| --------------------- | --------------------- | --------------------- |
| 135                   | ↗3975                 | ↘2141                 |

## История
На территории Нижней Эшеры известно немало памятников, среди которых особенно примечательны кромлехи и античное городище — один из наиболее ярких памятников эпохи греческой колонизации побережья Абхазии, расположенное на юго-восточном отроге Верещагинского холма.
У посёлка Верхняя Эшера найдены уникальные погребальные сооружения — дольмены, которые были созданы за две тысячи лет до нашей эры в бронзовую эпоху.
В конце XIX века на одном из холмов в селе Эшера построил себе дачу известный русский художник-баталист В. В. Верещагин.
В 1940-е годы в Эшере располагался аэродром. Впоследствии аэропорт перенесли в село Бабушара, а на месте лётного поля была основана Центральная олимпийская база СССР, куда съезжались представители 40 видов спорта, участники московской Олимпиады-80. База располагала четырьмя футбольными полями. Здесь также был построен санаторий «Эшера» МО СССР.
По этой территории в начале 1990-х, во время грузино-абхазской войны, проходила линия фронта, и здания спортивной базы и пансионатов сильно пострадали.
В селе Эшера в 1945 году родился первый президент Республики Абхазия Владислав Ардзинба.